# سفارة اليونان في النمسا
سفارة اليونان في النمسا هي أرفع تمثيل دبلوماسي لدولة اليونان لدى النمسا. تقع السفارة في فيينا وهي تهدف لتعزيز المصالح اليونانية في النمسا.